# Ковачевич, Никола (волейболист)
Никола Ковачевич (серб. Никола Ковачевић, 14 февраля 1983 года, Кралево) — сербский волейболист, доигровщик сборной Сербии.

## Личная жизнь
Никола имеет два брата - Саво и Урош (род. 1993), который тоже является волейболистом.
Ковачевич был женат на Жасмин, у них двое детей (дочери Миа и Эмма). В мае 2016 года он женился на Ане (урожденной Матиясевич), которая является дочерью главного тренера по волейболу Николая Матиясевича и сестры менеджера волейболистов Жоржа Матиясевича. 25 августа 2016 года его жена родила сына Ноа.

## Спортивная карьера

### Клубная карьера
В 2003 году стал чемпионом Сербии в составе команды «Црвена Звезда» (Загреб).
Позже играл за команды «Ламия» и «Арис» (обе — Греция), «Перуджа» и «Латина» (обе — Италия). При этом в 2010 году стал бронзовым призёром чемпионата Греции.
Летом 2011 года подписал контракт с российским клубом «Губерния» (Нижний Новгород).
Сезон 2012/13 провёл в польской «Ресовии», в составе которой завоевал золото чемпионата Польши.
Сезон 2013/14 проводит в уфимском «Урале». В 2014 году начинает сезон в итальянской «Вероне», продолжил сезон в китайском «Шанхайском университете», при этом становится чемпионом Китая.
Сезон 2015/16 проводит в новосибирском «Локомотиве».
С 2016 года играет в немецком «Берлин Рециклинг Воллей».

### Карьера в сборной
В 2005 году дебютировал в составе сборной Сербии и Черногории на интерконтинентальном раунде Мировой лиги. С 2007 года выступает за сборную Сербии. В 2011 году стал чемпионом Европы и обладателем индивидуального приза лучшему принимающему турнира.
| Год  | Турнир           | Место проведения | Результат |
| ---- | ---------------- | ---------------- | --------- |
| 2007 | Чемпионат Европы | Россия           | 3-е место |
| 2008 | Мировая лига     | Рио-де-Жанейро   | 2-е место |
| 2008 | Олимпийские игры | Пекин            | 5-е место |
| 2009 | Мировая лига     | Белград          | 2-е место |
| 2009 | Чемпионат Европы | Турция           | 5-е место |
| 2010 | Мировая лига     | Кордова          | 3-е место |
| 2010 | Чемпионат мира   | Италия           | 3-е место |
| 2011 | Мировая лига     |                  | 9-е место |
| 2011 | Чемпионат Европы | Австрия, Чехия   | 1-е место |